# Nikolet Burzyńska
Nikolet Burzyńska (ur. 29 lipca 1989 w Katowicach) – polska skrzypaczka i kompozytorka muzyki poważnej.

## Życiorys
Urodziła się 29 lipca 1989 w Katowicach i w rodzinnym mieście w 2008 ukończyła Państwową Ogólnokształcącą Szkołę Muzyczną II stopnia im. Karola Szymanowskiego w klasie skrzypiec. Następnie ukończyła studia kompozytorskie na Uniwersytecie Muzycznym Fryderyka Chopina w Warszawie. Na studiach kształciła się pod kierunkiem Marcina Błażewicza i Stanisława Moryto.
Odbyła w latach 2011-12 roczne stypendium we Francji, w ramach programu "Erasmus" w Conservatoire de Strasbourg w klasie kompozycji Marka André. Brała udział w warsztatach i kursach, które prowadzili m.in.: Louis Andriessen, Martijn Padding, Richard Ayres, Tadeusz Wielecki, Joe Cutler, Gerda van Zelm, Jung Hee Choi, Alfred Spirli.
W 2010 została przyjęta do Koła Młodych Związku Kompozytorów Polskich i od 2012 jest członkiem Zarządu. Należy również od 2011 do stowarzyszenia kompozytorów „L'état latent”.
Nikolet Burzyńska otrzymała stypendium Marszałka Województwa Śląskiego oraz Prezesa Rady Ministrów.

## Twórczość
- „Sententiae” na skrzypce solo i orkiestrę kameralną,
- „SynTonSymBeet” na orkiestrę kameralną,
- „Oscillation” na orkiestrę kameralną,
- „Flamma” na chór żeński i orkiestrę symfoniczną,
- „Silesian Pyromagma” na chór mieszany i orkiestrę symfoniczną,
- „Lux Aeterna” na sopran i organy,

## Wyróżnienia i nagrody
- I nagrodę na IV Ogólnopolskim Konkursie Kompozytorskim „Patri Patriae” w Katowicach (2006),
- III miejsce na Konkursie Kompozytorskim festiwalu “Uczniowskie Forum Muzyczne” w Warszawie (2007),
- I nagrodę na XXXI Ogólnopolskiej Olimpiadzie Artystycznej — sekcja muzyki (2007),
- III miejsce na Konkursie Kompozytorskim festiwalu „Uczniowskie Forum Muzyczne” w Warszawie (2008),
- wyróżnienie w programie TVP „Dolina Kreatywna — czyli czego szuka młoda sztuka” (2009),
- I nagroda na I Międzynarodowym Konkursie Kompozytorskim „Patria Patriae” w Katowicach (2010),
- III nagroda w Ogólnopolskim Konkursie Kompozytorskim na 90 rocznicę III Powstania Śląskiego (2011),
- nagroda za instalację muzyczną Wszystko gra podczas Warsztatów Kompozytorów i Animatorów Sztuki w Poznaniu (2011),
- wyróżnienie w konkursie Hilary Hahn Encore Contest za Ornamention na skrzypce i fortepian (2012),
- wyróżnienie VI Międzynarodowego Konkursu Kompozytorskiego (2013) .

Była także finalistką Konkursu Młodych Kompozytorów im. T. Bairda (2010) i konkursu młodych kompozytorów przy Young Composers Meeting w Holandii (2011).